# Bělá, Pelhřimov
Bělá là một làng thuộc huyện Pelhřimov, vùng Vysočina, Cộng hòa Séc.